# Kardiowersja elektryczna
Kardiowersja elektryczna – zabieg przywrócenia prawidłowego rytmu serca przez jednoczesne pojawienie się załamka R w EKG i wyładowanie krótkotrwałego prądu o dużym napięciu, powodującym częściową depolaryzację mięśnia sercowego.
Czas wyładowania jest synchronizowany z cyklem pracy serca w celu uniknięcia wyładowania w strefie ranliwej (na ramieniu zstępującym załamka T), co może spowodować migotanie komór. 
Wskazaniem do kardiowersji elektrycznej są różne tachyarytmie. Przed zabiegiem pacjenta poddaje się sedacji: znieczulenie ogólne uzyskuje się najczęściej propofolem, etomidatem i fentanylem. 